# Onthophagus taxillus
Onthophagus taxillus är en skalbaggsart som beskrevs av Vladimir Balthasar 1969. Onthophagus taxillus ingår i släktet Onthophagus och familjen bladhorningar. Inga underarter finns listade i Catalogue of Life.